# ゆらのガーデン
ゆらのガーデンは、京都府福知山市にある公園型複合施設。福知山市の中心市街地活性化策として官民共同により、年間23万人が訪れる観光スポットに2012年（平成24年）に開設された。

## 沿革
2012年（平成24年）、福知山城下のすぐ東側にあった市民プールの跡地約8400平方メートルを整備し、福知山の市街地活性化、城下観光の拠点としてオープンした。福知山市内を流れる由良川と、癒しの広場を併せて「ゆらのガーデン」と名付けられた。
2014年（平成26年）8月の記録的豪雨では付近を流れる由良川支流の氾濫で、全店舗が床上浸水の被害を受けた。前年2013年（平成25年）9月の台風18号でも一部店舗が浸水する被害を受けていたため、4店舗が復旧にかかる経費負担などを理由に撤退し、残る3店舗も休業に追い込まれるが、翌2015年春には空き店舗すべてに別の4店が入り、4月には全7店舗が営業を再開した。
2017年（平成29年）9月、ゆらのガーデンパークマネージメント協議会を組織し、芝生広場の貸し出し事業を本格化させる。
2018年（平成30年）7月の西日本豪雨災害でも、5店舗が浸水した。

## 運営
ガーデンを管理運営するのは、広小路商店街の空き店舗活用などを手掛ける中心市街地振興策を業務とする第三セクター「福知山まちづくり株式会社」で、芝生広場活用の事業は2017年（平成29年）9月に発足した「ゆらのガーデンパークマネージメント協議会」により運営され、市街地活性化の拠点として様々な企画推進を行っている。
芝生広場活用の事業主体となる「ゆらのガーデンパークマネージメント協議会」は、福知山まちづくり株式会社がよびかけ、市民有志、各種専門家らで構成された。事務局は、福知山まちづくり株式会社。
ゆらのガーデンの2カ所の芝生広場スペースの活用を、福知山市や市民サークルやテナント協議会と連携して運用されている。独自イベントを企画したり、レンタルスペース管理にとどまらず、有志に対して活用事業そのものの提案、備品の貸出や情報発信、利用申請業務の手続きサポートも担うなど、まちづくりの拠点として様々なサポートを行っている。
庭園管理は、有志による団体「福知山ガーデニングサークル・ゆらら」が協力し、毎月第2土曜日に、ゆらのガーデン敷地内の植栽管理や除草などの作業を行っている。

## 構成施設
四季折々に変化する緑豊かなナチュラルガーデンと7つの店舗、約1,000平方メートルの芝生広場を有している。

### 芝生広場
- 広場A - 7つの店舗に囲まれた敷地中央にあり、面積は約684平方メートル[7]。
- 広場B - 福知山城下の駐車場に隣接し、面積は約181平方メートル[7]。

### テナント
「福知山の土産物」をコンセプトに地元産の万願寺甘トウなど地元食材を使用した揚げパンを製造する「アゲバンバン」や、ライブハウスやブックカフェ機能を備えたカフェバー「お城の下で」など、地元の個性的な店舗が営業する。2022年12月時点で入居する店舗は、次の通りである。

#### 飲食店
焼肉ゆらの
淑徳魚苑 魚福
麺や 十兵衛
Cafe Bar & Live お城の下で
木造平屋建て131平方メートルのライブハウス。ジャンルを問わない音楽イベントを自社で企画する他、機材や会場レンタルにも対応する。昼営業ではカフェとして約1,500冊の本を自由に読める喫茶店として営業し、夜はバーとして酒類を提供する。
揚げパン専門店 AGE BUN BUN（アゲバンバン）
2017年（平成29年）、京都府が主催し舞鶴市で開催された「『海の京都』を食いつくせ！フェスタ」では、舞鶴産ちくわにカレーを詰めて揚げた「舞鶴カレー揚げパン」でグランプリを受賞。福知山市大江町産の加工用タマネギ「鬼オン」を使用した「福知山カレー揚げパン」や、舞鶴赤レンガ倉庫に見立てて赤こんにゃくを使用した「赤レンガカレー揚げパン」など、個性的な商品開発を年間100種類ほど手掛ける。

#### その他
ショップ
- concept shop Crouka

写真館
- fhans garden 福知山

## イベント
芝生広場では、ガーデニング講座や野外学習会などの「学びの場」として、読書会やマルシェの開催など「集う場」として、ヨガやリラクゼーションなどの「憩いの場」、シネマナイトやグランピングなどの「遊びの場」など、様々に活用されている。
ゆらのれっしゃがあでん
2022年10月23日に開催された「福知山まちなかフェスティバル」のイベント。
午前の部 9:30-11:30、午後の部 14:00-16:00
鉄道模型電動カーの乗車会や、芝生広場でミニ電車との記念撮影、京都丹後鉄道のグッズ販売会などが行われた。
ゆらの日和-マーケット-
福知山城を目の前に買い物ができるイベント。
ゆらのガーデンの芝生広場に、飲食やスイーツ、野菜、雑貨など多数のお店がマーケット出店した。
福知山城おみやげ処
開館期間 2020年1月11日(土)～2021年1月11日(月・祝）
福知山光秀ミュージアムのオープンに合わせて、ゆらのガーデン内にお土産処が1年限定でオープン。
定番の福知山土産のほか、光秀・戦国武将グッズ、福知山観光協会イメージキャラクター光秀くんとひろこさんのグッズなど多数販売された。

## 交通アクセス
- 所在地
  - 京都府福知山市字堀6番地

- 公共交通機関でのアクセス
  - 福知山駅から徒歩20分
  - 福知山駅から京都交通バス（園福線）で4分「福知山城公園前」下車、徒歩3分

- 車でのアクセス
  - 舞鶴若狭自動車道「福知山IC」から車で15分
  - 駐車場（普通車70台）